# Battaglia di Bathys Ryax

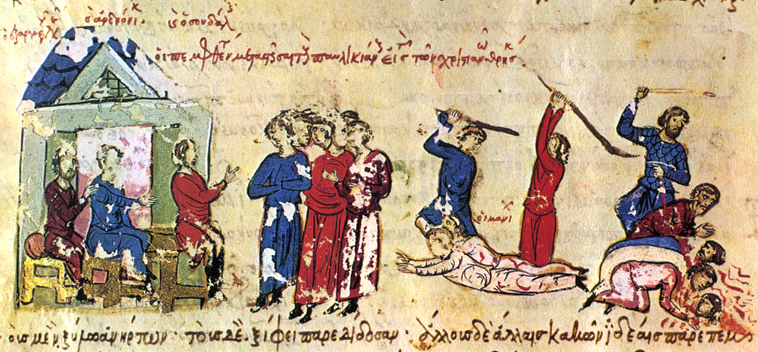
Il massacro dei Pauliciani nell'843/844 (dallo Scilitze di Madrid)

La battaglia di Bathys Ryax fu combattuta nell'872 o nell'878 fra i Bizantini e gli eretici pauliciani. I Pauliciani erano un'eresia cristiana che —perseguitata dallo stato bizantino— aveva fondato un dominio separato a Tephrike sulla frontiera orientale di Bisanzio e collaborò con gli emirati musulmani del Thughūr, la zona di frontiera del Califfato abbaside, contro l'Impero. La battaglia risultò in una decisiva vittoria bizantina, nella rotta dell'esercito pauliciano e nell'uccisione del suo comandante, Chrysocheir. Questo evento distrusse il potere dello stato pauliciano e rimosse una minaccia importante per Bisanzio, essendo la causa principale della caduta della stessa Tephrike e dell'annessione dello stato pauliciano poco tempo dopo.

## Contesto storico
I Pauliciani erano un'eresia cristiana le cui origini e credenze precise sono oscure: le fonti bizantine li descrivono come dualisti, mentre quelle armene ritenfono che fossero adozionisti. I Pauliciani erano fieramente iconoclastici, aderivano a una molto distinta Cristologia e rigettavano l'autorità e i riti della Chiesa ufficiale bizantina, seguendo i propri capi. Conseguentemente, essi erano perseguitati dallo stato bizantino fin dall'813, malgrado il sostegno ufficiale degli imperatori all'iconoclastia. Dopo la fine definitiva dell'Iconoclastia bizantina nell'843, la loro persecuzione fu intensificata, nel tentativo, unico nella storia bizantina, di sradicare un'intera setta "eretica". Secondo i cronisti, fino a 100 000 Pauliciani furono massacrati, mentre il resto fuggì dalle loro fortezze nell'Anatolia centro-orientale, e trovò rifugio presso i nemici musulmani dell'Impero, gli emirati arabi del Thughūr, la zona di frontiera arabo-bizantina lungo le catene montuose del Tauro-Antitauro. Con il sostegno dell'emiro di Melitene, Umar al-Aqta, il comandante dei Pauliciani Karbeas fondò uno stato separato a Tephrike, e per i decenni successivi, i Pauliciani condussero campagne insieme agli Arabi contro Bisanzio.
Gli Arabi e i Pauliciani soffrirono un colpo critico nell'863 con la sconfitta e l'uccisione di Umar nella Battaglia di Lalakaon e con la morte di Karbeas nello stesso anno, ma sotto il loro nuovo comandante, Chrysocheir, i Pauliciani ripresero le loro incursioni in Anatolia, penetrando fino a Nicea e saccheggiando Efeso nell'869/970. Il nuovo Imperatore bizantino, Basilio I il Macedone (r. 867–886), inviò un'ambasceria a Tephrike aprendo delle negoziazioni. Dopo il fallimento delle negoziazioni, Basilio condusse una campagna contro lo stato pauliciano nella primavera dell'871, ma fu sconfitto e riuscì a stento a fuggire.

## Battaglia

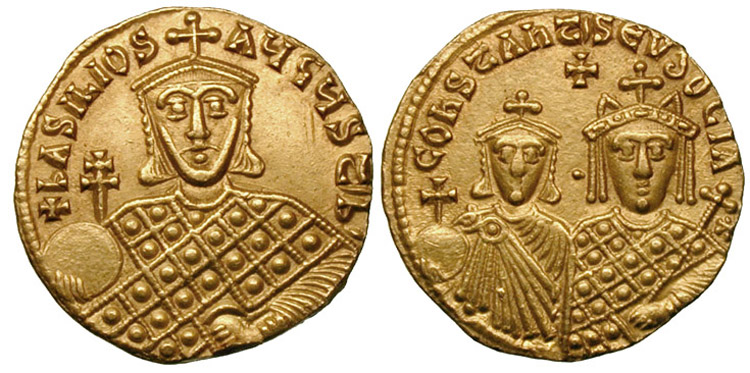
Moneta d'oro dell'Imperatore Basilio I. La vittoria di Bathys Ryax e la conseguente dissoluzione dello stato pauliciano furono tra i successi maggiori del suo regno.

Incoraggiato da questo successo, Chrysocheir organizzò un'altra profonda incursione in Anatolia, raggiungendo Ancyra e devastando la Galazia meridionale. Basilio reagì inviando il suo parente, il Domestico delle Scholae Cristoforo, contro essi. I Pauliciani riuscirono ad evitare uno scontro, e poiché la stagione di campagne militari stava giungendo alla conclusione, cominciarono la ritirata verso il proprio territorio. Si accamparono ad Agranai (moderna Muşalem Kalesı) nel Thema di Charsianon, mentre l'esercito bizantino pose il proprio accampamento nei pressi di Siboron (Σίβορον, moderna Karamadara) a occidente. Da lì, i Pauliciani marciarono a nordest verso il passo di Bathys Ryax o Bathyryax (Βαθυρύαξ, "Corrente Profonda", moderno passo di Kalınırmak a ovest di Sivas in Turchia), un sito di importanza strategica, come indicato dal fatto che serviva come punto di assemblea fortificato (aplekton) per le spedizioni bizantine a oriente. Cristoforo inviò i strategoi dei themata di Armeniakon e Charsianon avanti con circa 4 000 o 5 000 uomini, per raggiungere l'esercito pauliciano, seguirlo di nascosto fino al passo e ritornare con un resoconto delle loro intenzioni, ovvero se intendessero ritornare a occidente per riprendere a devastare il territorio bizantino oppure fossero diretti a Tephrike, in tal caso avrebbero dovuto raggiungere le forze del Domestico.
Quando i due generali con i loro uomini raggiunsero il passo, era giunta la notte, e i Pauliciani, apparentemente inconsapevoli di essere seguiti, avevano posto il proprio accampamento nella valle del passo. I Bizantini avevano preso posizione in un colle pieno di foreste chiamato Zogoloenos che sovrastava l'accampamento pauliciano, che li nascondeva ulteriormente dal loro nemico. A questo punto, le fonti narrano l'insorgere di una disputa tra gli uomini dei due reggimenti tematici su quale dei due fosse il più coraggioso; i due generali decisero di sfruttare l'alto morale e l'impetuosità delle proprie truppe per attaccare, nonostante gli ordini ricevuti. Un distaccamento di 600 uomini da entrambe le divisioni sferrarono un attacco a sorpresa all'alba, mentre il resto dell'esercito rimase indietro e fece molto rumore con trombe, così da suggerire l'arrivo imminente dell'intero esercito da campo bizantino sotto il comando di Cristoforo. Lo stratagemma funzionò perfettamente: i Pauliciani, colti dalla sorpresa e dal panico, si dispersero senza opporre ogni seria resistenza. La rotta dei Pauliciani fu completata quando si imbatterono nell'esercito bizantino principale durante la fuga. I resti del loro esercito furono inseguiti dai vittoriosi Bizantini per una distanza di 50 km. Chrysocheir stesso riuscì a fuggire con un piccolo distaccamento di guardie del corpo, ma la sua fuga si dovette arrestare a Konstantinou Bounos (probabilmente da identificare con l'odierna Yildiz Dagı). Nello scontro conseguente, dopo una caduta da cavallo conseguente a uno scontro con Poulades, un soldato bizantino in precedenza prigioniero dei Pauliciani, fu catturato e poi decapitato dai Bizantini e la sua testa fu inviata all'Imperatore Basilio a Costantinopoli.

## Conseguenze
La sconfitta a Bathys Ryax pose fine alla potenza militare dei Pauliciani e alla minaccia che essi costituirono per Bisanzio. Basilio sfruttò il suo successo nella battaglia con una serie di campagne in Oriente contro le fortezze pauliciane e gli emirati arabi. Tephrike stessa fu presa nel 878 e rasa al suolo. I Pauliciani superstiti vennero reinsediati nei Balcani, mentre un consistente contingente fu inviato via mare in Italia meridionale per combattere al servizio dell'Impero sotto il comando di Niceforo Foca il vecchio.
La cronologia e la sequenza degli eventi riguardanti la battaglia e la caduta dello stato pauliciano non è chiara, poiché le fonti bizantine sono contraddittorie: diversi studiosi collocano la battaglia nel 872, altri nel 878, in entrambi i casi o prima o dopo la presa e la distruzione della stessa Tephrike ad opera dei Bizantini. Pertanto Alexander Vasiliev propose una prima battaglia vittoriosa per i Bizantini, seguita dal sacco di Tephrike e dalla definitiva sconfitta pauliciana a Bathys Ryax, tutto nel 872. Gli studiosi più recenti collocano la battaglia prima del sacco della città, ma sono in disaccordo sulle date dei due eventi. Alcuni, come Nina Garsoïan o John Haldon, collocano entrambi gli eventi nel 878; il bizantinista francese Paul Lemerle, seguito da altri studiosi come Mark Whittow e Warren Treadgold, collocano la battaglia nel 872 e la sottomissione definitiva di Tephrike anni dopo, nel 878 (Treadgold nel 879).